# Göhrde
Göhrde est une municipalité allemande du land de Basse-Saxe et l'Arrondissement de Lüchow-Dannenberg.